# Loomis (Washington)
Loomis az Amerikai Egyesült Államok északnyugati részén, Washington állam Okanogan megyéjében elhelyezkedő statisztikai település. A 2010. évi népszámlálási adatok alapján 159 lakosa van.
Loomis postahivatala 1889 óta működik. A település nevét J. A. Loomis üzlettulajdonosról kapta.
1901. november 3-án J.M. Haggertyt az érkező postakocsiból kirángatták, ezután pedig kátrányba és tollba forgatták, miután a The Spokesman-Review-nak a Palmer Mountain Tunnel Company sikertelenségéről nyilatkozott. Egy tömegrendezvény során „egy tucat férfi megragadta Haggertyt, majd mielőtt bárki felfogta volna, hogy mi történik, egy vödör kátrány és több párna került elő”; a férfit fél órán át húzták az utcán, mielőtt elengedték volna.

## Éghajlat
| Hónap                         | Jan.  | Feb.  | Már.  | Ápr. | Máj. | Jún. | Júl. | Aug. | Szep. | Okt.  | Nov.  | Dec.  | Év    |
| ----------------------------- | ----- | ----- | ----- | ---- | ---- | ---- | ---- | ---- | ----- | ----- | ----- | ----- | ----- |
| Rekord max. hőmérséklet (°C)  | 17,8  | 16,7  | 25,0  | 30,6 | 35,6 | 40,0 | 40,0 | 40,0 | 35,6  | 27,8  | 20,6  | 11,7  | 40,0  |
| Átlagos max. hőmérséklet (°C) | 0,0   | 5,0   | 12,2  | 18,3 | 22,8 | 26,1 | 30,0 | 29,4 | 23,9  | 15,6  | 6,1   | 0,6   | 15,9  |
| Átlagos min. hőmérséklet (°C) | −6,1  | −3,3  | −0,6  | 2,8  | 6,7  | 10,0 | 12,2 | 12,2 | 7,8   | 2,2   | −1,1  | −4,4  | 3,2   |
| Rekord min. hőmérséklet (°C)  | −23,9 | −22,2 | −14,4 | −4,4 | −1,7 | 1,1  | 5,6  | 3,9  | −2,8  | −11,7 | −21,7 | −26,7 | −26,7 |
| Átl. csapadékmennyiség (mm)   | 27    | 26    | 20    | 21   | 35   | 37   | 17   | 17   | 11    | 18    | 32    | 32    | 293   |
| Forrás: The Weather Channel   |       |       |       |      |      |      |      |      |       |       |       |       |       |

## Népesség
A 2010-es népszámláláskor  159 lakója, 67 háztartása és 47 családja volt. A népsűrűség 70,7 fő/km2. A lakóegységek száma 93, sűrűségük 41,3 db/km2. A lakosok 81,1%-a fehér,  1,3%-a indián,   15,7%-a egyéb, 1,9%-a pedig kettő vagy több etnikumú. A spanyol vagy latino származásúak aránya 25,8% (22,6% mexikói,  1,3% kubai, 1,9% egyéb spanyol vagy latino származású.)
A háztartások 26,9%-ában élt 18 évnél fiatalabb. 55,2% házas, 9% egyedülálló nő, 6% egyedülálló férfi, 29,9% pedig nem család. 25,4% egyedül élt; 9%-uk 65 éves vagy idősebb. Egy háztartásban átlagosan 2,37 személy élt; a családok átlagmérete 2,83 fő.
A medián életkor 44,6 év volt. Lakóinak 23,9%-a 18 évesnél fiatalabb, 5% 18 és 24 év közötti, 21,3%-uk 25 és 44 év közötti, 27,1%-uk 45 és 64 év közötti, 22%-uk pedig 65 éves vagy idősebb. A lakosok 56%-a férfi, 44%-a pedig nő.

## Fordítás
Ez a szócikk részben vagy egészben  a   Loomis, Washington című angol Wikipédia-szócikk ezen változatának fordításán alapul.  Az eredeti cikk szerkesztőit annak laptörténete sorolja fel. Ez a jelzés csupán a megfogalmazás eredetét és a szerzői jogokat jelzi, nem szolgál a cikkben szereplő információk forrásmegjelöléseként.